# Вікнянська сільська рада (Заставнівський район)
Вікня́нська сільська́ ра́да — адміністративно-територіальна одиниця та орган місцевого самоврядування в Заставнівському районі Чернівецької області. Адміністративний центр — село Вікно.

## Загальні відомості
- Населення ради: 1 592 особи (станом на 2001 рік)

## Населені пункти
Сільській раді були підпорядковані населені пункти:
- с. Вікно

## Склад ради
Рада складалася з 18 депутатів та голови.
- Голова ради: Котик Ярослав Михайлович
- Секретар ради: Амбросійчук Тетяна Маноліївна

### Керівний склад попередніх скликань
| Прізвище, ім'я, по батькові | Основні відомості                                                               | Дата обрання | Дата звільнення |
| --------------------------- | ------------------------------------------------------------------------------- | ------------ | --------------- |
| Котик Ярослав Михайлович    | Сільський голова, 1966 року народження, освіта середня спеціальна               | 26.03.2006   | 31.10.2010      |
| Котик Ярослав Михайлович    | Сільський голова, 1966 року народження, освіта середня спеціальна, безпартійний | 31.10.2010   |                 |

Примітка: таблиця складена за даними сайту Верховної Ради України

### Депутати
За результатами місцевих виборів 2010 року депутатами ради стали:

#### За суб'єктами висування
| Суб'єкт висування                                       | Кількість обраних депутатів | %    |
| ------------------------------------------------------- | --------------------------- | ---- |
| Самовисування                                           | 14                          | 77,8 |
| Політична партія Всеукраїнське об'єднання «Батьківщина» | 4                           | 22,2 |

#### За округами
| № округу                                                | Прізвище, ім'я, по батькові    | Дата визнання обраним | Освіта             | Партійна приналежність | Відомості про обраного депутата                                 |
| ------------------------------------------------------- | ------------------------------ | --------------------- | ------------------ | ---------------------- | --------------------------------------------------------------- |
| Політична партія Всеукраїнське об'єднання «Батьківщина» |                                |                       |                    |                        |                                                                 |
| 2                                                       | Фенюк Василь Дмитрович         | 01.11.2010            | середня спеціальна | позапартійний          | тимчасово не працює                                             |
| 5                                                       | Савчук Олексій Васильович      | 01.11.2010            | вища               | позапартійний          | тимчасово не працює                                             |
| 7                                                       | Голик Світлана Василівна       | 01.11.2010            | вища               | позапартійна           | Вікнянська загальноосвітня школа І-ІІІ ст., директор            |
| 12                                                      | Штефюк Володимир Васильович    | 01.11.2010            | вища               | позапартійний          | Вікнянська загальноосвітня школа І-ІІІ ст., вчитель             |
| Самовисування                                           |                                |                       |                    |                        |                                                                 |
| 1                                                       | Штефанюк Георгій Олександрович | 01.11.2010            | середня            | позапартійний          | АЗС «Рудков» с. Вікно, оператор                                 |
| 3                                                       | Герела Василь Іванович         | 01.11.2010            | середня            | позапартійний          | бурякопункт с. Вікно, охоронець                                 |
| 4                                                       | Гуцуляк Валентина Іванівна     | 01.11.2010            | середня спеціальна | позапартійна           | лікарня швидкої допомоги, м. Чернівці, молодша медична сестра   |
| 6                                                       | Пужняк Степан Миколайович      | 01.11.2010            | середня спеціальна | позапартійний          | тимчасово не працює                                             |
| 8                                                       | Палій Василь Манолійович       | 01.11.2010            | середня            | позапартійний          | водогін «Дністер-Чернівці», слюсар-хлораторщик                  |
| 9                                                       | Попадюк Мирослав Васильович    | 01.11.2010            | вища               | позапартійний          | Вікнянська дільнична лікарня, лікар                             |
| 10                                                      | Палій Михайло Григорович       | 01.11.2010            | середня спеціальна | позапартійний          | тимчасово не працює                                             |
| 11                                                      | Амбросійчук Тетяна Маноліївна  | 01.11.2010            | вища               | позапартійна           | Вікнянська сільська рада, секретар                              |
| 13                                                      | Щербатий Сергій Миколайович    | 01.11.2010            | вища               | позапартійний          | селянсько-фермерське господарство, голова                       |
| 14                                                      | Павук Микола Іванович          | 01.11.2010            | середня спеціальна | позапартійний          | «Чернівці-водоканал», слюсар                                    |
| 15                                                      | Осадець Ганна Маноліївна       | 01.11.2010            | вища               | позапартійна           | Вікнянська загальноосвітня школа І-ІІІ ст., педагог-організатор |
| 16                                                      | Бабух Георгій Георгійович      | 01.11.2010            | вища               | позапартійний          | Вікнянська загальноосвітня школа І-ІІІ ст., вчитель             |
| 17                                                      | Крисько Іван Францович         | 01.11.2010            | середня спеціальна | позапартійний          | тимчасово не працює                                             |
| 18                                                      | Бабинчук Тетяна Петрівна       | 01.11.2010            | середня спеціальна | позапартійна           | Заставнівська ЦРЛ, медична сестра                               |

## Населення
Згідно з переписом УРСР 1989 року чисельність наявного населення сільської ради становила 1686 осіб, з яких 756 чоловіків та 930 жінок.
За переписом населення України 2001 року в сільській раді мешкали 1582 особи.

### Мова
Розподіл населення за рідною мовою за даними перепису 2001 року:
| Мова       | Відсоток |
| ---------- | -------- |
| українська | 99,37 %  |
| російська  | 0,50 %   |
| білоруська | 0,06 %   |
| болгарська | 0,06 %   |